# Colli Kukri
I colli Kukri sono una catena montuosa situata nella regione centro-occidentale della Dipendenza di Ross, sulla costa di Scott, in Antartide. La catena dei colli Kukri, che fa parte della catena delle montagne del Principe Alberto, è orientata in direzione nord-est/sud-ovest, nella quale si estende per circa 46 km, arrivando a una larghezza massima di circa 12 km, ed è costeggiata a nord dalla ghiacciaio Taylor e dalla valle di Taylor, che la separano dalla dorsale Asgard, e a sud dal ghiacciaio Ferrar, che la separa dalla dorsale Royal Society. Dalla sommità dei colli Kukri, la cui vetta più alta è quella del picco Sentinel, che supera i 2000 m s.l.m., discendono molti ghiacciai, alcuni dei quali fluiscono verso sud, come il South America, l'Hedley e il Kitticarrara, per poi unirsi al Ferrar, e la maggior parte dei quali fluisce invece verso nord unendosi al Taylor, è il caso del Plummet, o alimentando i laghi glaciali sul fondo della valle di Taylor, come il Sollas, l'Howard e il Calkin.

## Storia
La catena è stata scoperta nel corso della spedizione Discovery, condotta negli anni 1901-04 e comandata dal capitano Robert Falcon Scott, e così battezzata da quest'ultimo probabilmente in virtù del fatto che la sua forma ricorda quella di un kukri, un tipico coltello nepalese di grandi dimensioni.

## Mappe
Di seguito una serie di mappe in scala 1:250 000 realizzate dallo USGS:

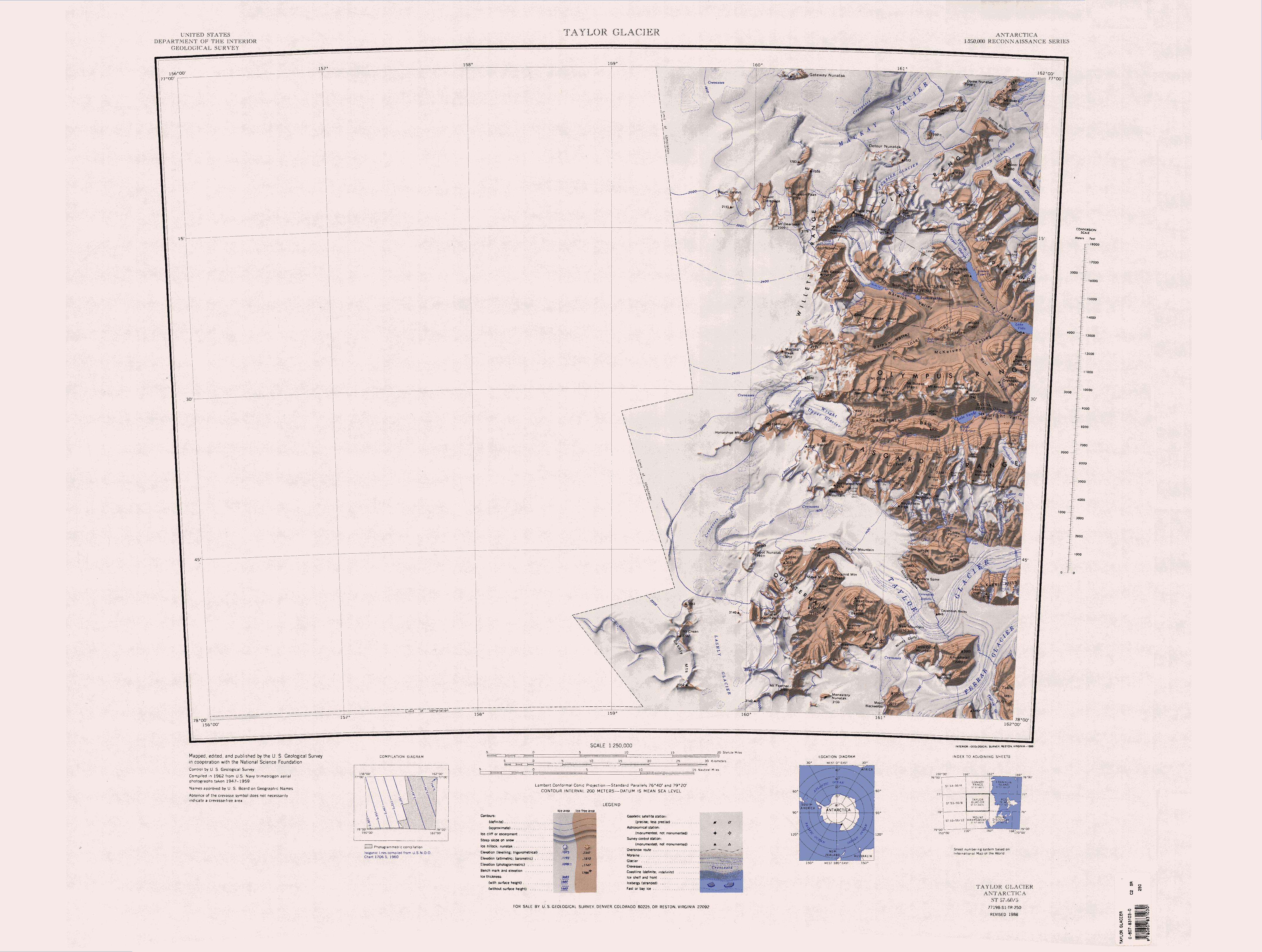
Nella parte sud-orientale di questa mappa è possibile vedere l'estremità occidentale dei colli Kukri.
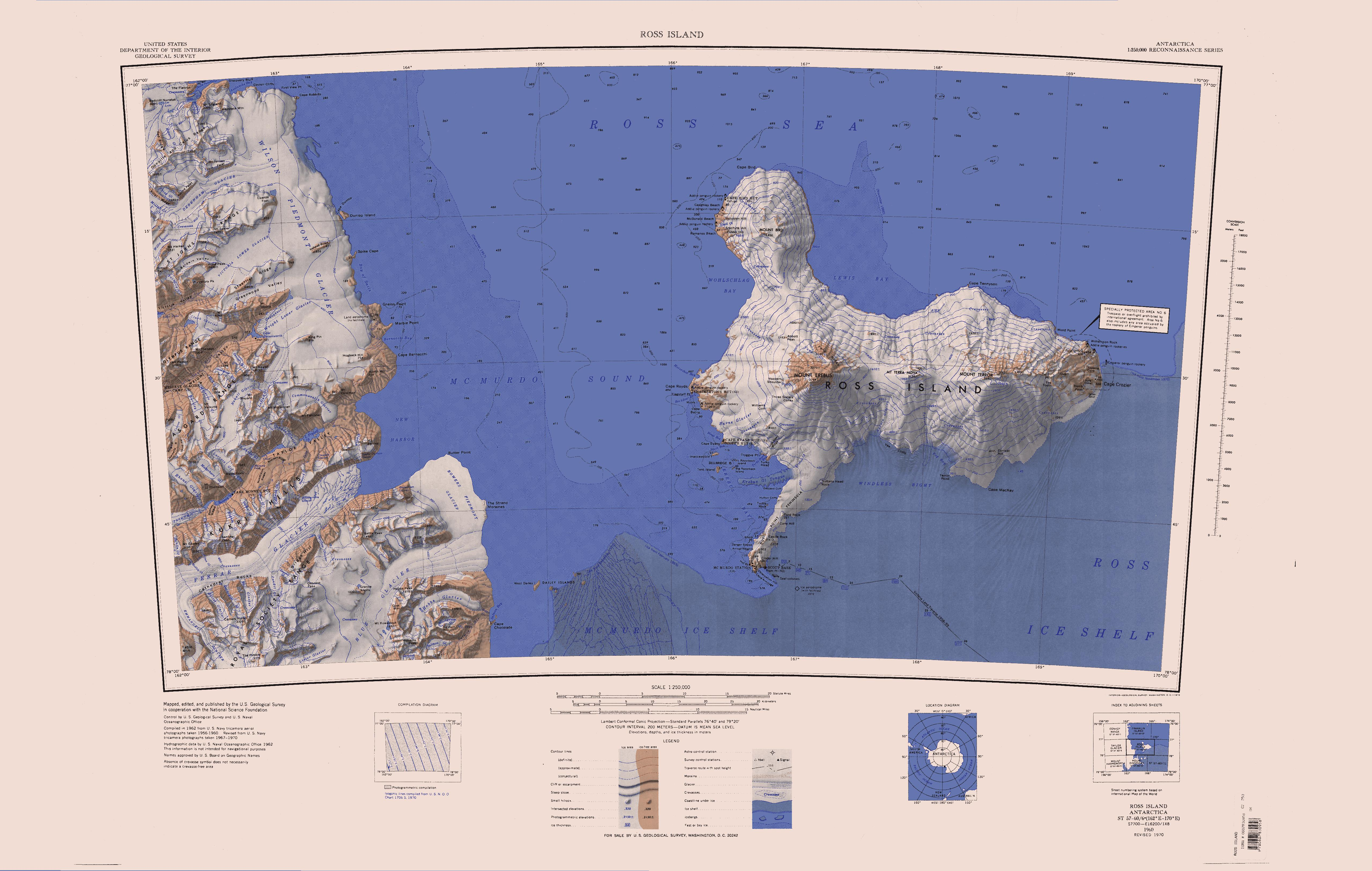
Nella parte sud-occidentale di questa mappa è possibile vedere la quasi totale estensione dei colli Kukri.